# Fabien Schmidt
Fabien Schmidt (Colmar, 23 de marzo de 1989) es un ciclista francés miembro del conjunto UC Briochine-Bleu Mercure de categoría amateur.

## Palmarés
2011
- París-Tours sub-23

2014
- 1 etapa del Tour de Bretaña

2018
- Tour de Bretaña[3]